# Quarter Video Graphics Array

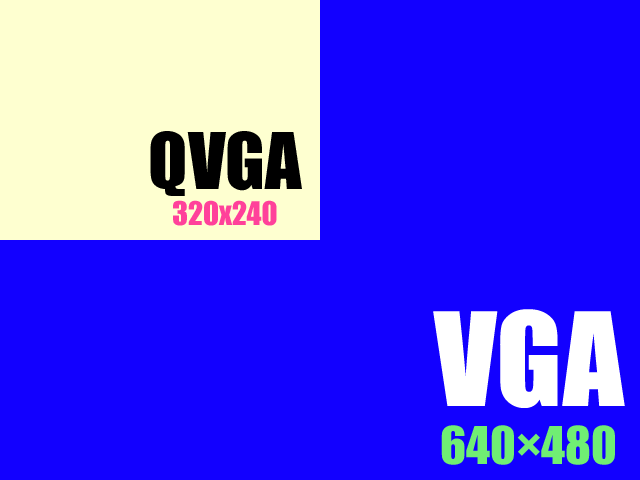
Роздільність QVGA порівняно з VGA. Натисніть щоб побачити дійсний розмір

QVGA або Quarter VGA (англ. Quarter Video Graphics Array) — термін що означає дисплеї з роздільністю 240×320 пікселів. Зараз поширені в мобільних пристроях.
Дисплей є чвертю від оригінального VGA від IBM, звідси і отримав свою назву.